# Autostrada A170 (Franța)
Autostrada A170 este o scurtă autostradă franceză care asigură continuitatea Francilienne în direcția Gonesse.
Aceasta a fost inaugurată în 1996 pentru a redenumi secțiunea viitoare abandonată a autostrăzii A104 dintre Gonesse și Mitry-Mory.
În toamna anului 2023, indicatoarele de pe teren au fost modificate pentru a redenumi oficial autostrada A170, astfel încât să nu mai existe confuzii cu ocolirea Nord și Est a aeroportului Roissy, denumită A104.

## Istoric
Declarații de utilitate publică
- 05.06.1978: Secțiunea Gonesse - Aulnay-sous-Bois (A3 - ieșirea 3)[1][2]
- 06.04.1971: Secțiunea Aulnay-sous-Bois - Mitry-Mory (ieșirea 3 - RN2-Sud)[3] (→ RN2Bis)

Puneri în funcțiune
- 22.06.1977: Secțiunea Aulnay-sous-Bois - Mitry-Mory (ieșirea 3 - RN2-Sud) (→ RN2Bis).
- 21.05.1981: Secțiunea Gonesse - Aulnay-sous-Bois (A3 - ieșirea 3).
- 12.1983: Difuzorul Parc des Expositions Paris-Nord 2 / Vizitatori (ieșirea 2).
- 1988: Secțiunea Aulnay-sous-Bois - Villepinte (ieșirile 3 la 4), (lărgire la 2x3 benzi).
- 12.02.1990: Secțiunea Aulnay-sous-Bois - Mitry-Mory (ieșirea 3 - RN2-Sud) (preluată de la RN2Bis).
- 1990: Intersecția Gonesse (A3, partea de Vest) (închidere și mutare provizorie, breteaua Lille - Mitry-Mory).
- 1990: Difuzorul Villepinte (ieșirea 4), (reamenajare).
- 11.1990: Secțiunea Gonesse - Parc des Expositions Paris-Nord 2 / Vizitatori (A3 - ieșirea 2), (lărgire la 2x3 benzi, sens Gonesse - Mitry-Mory).
- 10.1991: Secțiunea Villepinte - Mitry-Mory (ieșirea 4 - RN2-Sud), (lărgire la 2x3 benzi).
- 1993: Intersecția Gonesse (A3, partea de Vest) (închidere și mutare definitivă, breteaua Lille - Mitry-Mory).
- 1993: Intersecția Gonesse (A3, partea de Est) (breteaua Mitry-Mory - Paris).
- 09.1995: Secțiunea Gonesse - Parc des Expositions Paris-Nord 2 / Vizitatori (A3 - ieșirea 2), (lărgire la 2x3 benzi, sens Mitry-Mory - Gonesse).
- 11.2001: Difuzorul Aulnay-sous-Bois (ieșirea 3, partea de Sud), (reamenajare).
- 20.09.2003: Difuzorul Aulnay-sous-Bois (ieșirea 3, partea de Nord), (reamenajare).
- 14.06.2003: Secțiunea Parc des Expositions Paris-Nord 2 / Vizitatori - Aulnay-sous-Bois (ieșirile 2 la 3), (lărgire la 2x3 benzi, sens Mitry-Mory - Gonesse).
- 2003: Secțiunea Parc des Expositions Paris-Nord 2 / Vizitatori - Aulnay-sous-Bois (ieșirile 2 la 3), (lărgire la 2x3 benzi, sens Gonesse - Mitry-Mory).

## Traseu
| De la A3 și D170 la A104 și RN2; secțiune gratuită, neconcesionată, gestionată de DIR Île-de-France. | |                     |
| RD170                                                                                                | |                     |
| Intersecție                                                                                          | Nod rutier între A3, RD170 și A170: A1 (Paris, Lille), Aeroportul Internațional Paris–Charles de Gaulle, Bobigny, Aulnay-sous-Bois-Garonor; A15 (Cergy-Pontoise), A16 (Amiens), Sarcelles, Gonesse. | A3 RD170 A1 A15 A16 |
| A170                                                                                                 | |                     |
| | Trecerea din departamentul Val-d'Oise în departamentul Seine-Saint-Denis. |                     |
| 1 - Parc des Expositions Paris Nord 2 / Exposants                                                    | Zone deservite: Z.A. Paris Nord 2, Parc des Expositions Paris Nord 2 (Expozanți, Livrări), Parcul departamental Sausset, Circuitul moto-carting Carole.                                             | RD40                |
| | Limitare la 110 km/h (sens Gonesse > Mitry-Mory). |                     |
| 2 - Parc des Expositions Paris Nord 2 / Visiteurs                                                    | Zonă deservită: Parc des Expositions Paris Nord 2 (Vizitatori). |                     |
| 3 - Aulnay-sous-Bois                                                                                 | Oraș deservit: Aulnay-sous-Bois (nod rutier parțial). | RN2                 |
| | Limitare la 110 km/h (sens Mitry-Mory > Gonesse). |                     |
| 4 - Villepinte                                                                                       | Orașe deservite: Sevran, Villepinte, Tremblay-en-France. | RD40                |
| | Trecerea din departamentul Seine-Saint-Denis în departamentul Seine-et-Marne. |                     |
| A170                                                                                                 | |                     |
| Intersecție                                                                                          | Nod rutier între A104, RN2 și A170: A5 (Lyon), Marne-la-Vallée, Meaux, Mitry-Mory, Villeparisis; Soissons, Dammartin-en-Goële, Z.I. Mitry-Compans.                                                  | A104 RN2 A5         |
| RN2                                                                                                  | |                     |